# Bloodsuckers
Bloodsuckers és una pel·lícula estatunidenca dirigida per Ulli Lommel, estrenada el 1997. El rodatge s'ha desenvolupat a Barstow i Los Angeles, a Califòrnia. Bloodsuckers és l'última part d'una tetralogia iniciada el 1980 amb The Boogeyman, continuada per Boogeyman II el 1983 i Return of The Boogeyman el 1984.

## Argument
Una adolescent que desitja convertir-se en una vampir troba dos grups de xucladors de sang representant el Bé i el Mal. Aquests últims provaran la seva determinació a fer-ne una de les seves.

## Repartiment
- Michelle Bonfils: Darling Dead
- Peter Sean: el doctor Ghoul
- Ulli Lommel: Angelo / Santano
- Christopher Rogers: Nuggy
- Samantha Scully: Schnibble
- Stephanie Feury: Virginia
- George Buck Flower: l'avi
- Catherine Campion: l'estudiant vampir
- Matthias Hues: el periodista
- Christopher Kriesa: el xèrif
- Ron Robbins: el pare de Nuggy
- Adrian Staton: un vampir
- Rayder Woods: Vlad Dracula

## Al voltant de la pel·lícula
- El rodatge s'ha desenvolupat a Barstow i Los Angeles, a Califòrnia.
- Bloodsuckers és l'última part d'una tetralogia iniciada el 1980 amb The Boogeyman, continuada per Boogeyman II el 1983 i Return of The Boogeyman el 1984.